# Carlo Squillante
Carlo Squillante (Napoli, 1941) è uno scrittore e umorista italiano.

## Biografia
Ha collaborato con Il Corriere dei Piccoli (ad esempio con i personaggi di Gennarino Tarantella e Scarabocchio), Smemoranda, La settimana enigmistica, Topolino, Il Corriere della sera, La Repubblica, Il Sole 24 ore, The Artist, Mondo Economico, Fotografare, Espansione, Gialli e Urania di Mondadori, Chocarreros, Sonaste Maneco, ecc. Ha  pubblicato una decina di libri umoristici. Ha scritto testi umoristici per il teatro e per la radio. Ha creato l'ANU, Associazione Nazionale Umoristi. Ha creato e diretto, dal 1999, otto edizioni del FestiValtravaglia dell'Arte Leggera.
Nel 2008 la rivista "The Artist" rende omaggio a Osvaldo Cavandoli e alla sua Linea con "Cavandoli!", un fumetto disegnato da 30 autori umoristici italiani: Carlo Squillante partecipa all'omaggio ridando vita, dopo circa tre decenni, a Gennarino Tarantella.